# São Sebastião (metropolitana di Lisbona)
São Sebastião è una stazione della metropolitana di Lisbona, fermata della linea Blu e capolinea della linea Rossa.

## Storia
La stazione è stata inaugurata il 29 dicembre 1959 in occasione dell'apertura della prima linea metropolitana cittadina. Nel 2009 la stazione è stata chiusa per un mese a causa dei lavori di ammodernamento dovuti al prolungamento della linea Rossa di cui è diventata uno dei due capolinea.

## Interscambi
Nelle vicinanze della stazione effettuano fermata alcune linee automobilistiche urbane, gestite da Carris.
- Fermata autobus